# 詹姆斯·邦德系列电影
詹姆斯·邦德是小说家伊恩·佛莱明1953年创作的虚构角色，為英國秘密情报局特工，代号007。至今，他已在27部电影中由多位男演员扮演，顺序分别是肖恩·康纳利、大卫·尼文、佐治·拉辛比、罗杰·摩尔、蒂莫西·道尔顿、皮尔斯·布鲁斯南和丹尼尔·克雷格。这27部电影只有两部不是由制片公司制作，该公司拥有所有佛莱明创作邦德系列小说的电影改编版权。
1961年，制片人艾伯特·布洛克里和哈里·萨尔兹曼联手购买佛莱明小说的电影改编版权:5。他们创立了制片公司，并且在联美的财政支持下开始制作《鐵金剛勇破神秘島》，由特伦斯·扬执导，肖恩·康纳利扮演邦德:43。随着影片于1962年上映，布洛克里和萨尔兹曼创建了一个名叫的控股公司来确保将来詹姆斯·邦德系列电影的制作。截至2021年，这一系列已经包含了25部电影，第25部《007：无暇赴死》于2021年10月上映。所有电影的总计票房达到近78亿美元，在所有的系列电影中名列第5位。如果考虑通货膨胀因素，邦德电影的票房将達到204亿美元。这一系列也已经6次获奥斯卡金像奖肯定，分别是《鐵金剛大戰金手指》获第37届奥斯卡最佳音效剪辑奖、《鐵金剛勇戰魔鬼黨》获第38届奥斯卡最佳视觉效果奖、《007：大破天幕杀机》获第85届奥斯卡最佳音效剪辑奖和原创歌曲奖、获第88届奥斯卡最佳原创歌曲奖，以及《007：生死交戰》获第94届奥斯卡最佳原创歌曲奖。1982年制片人艾伯特·布洛克里在第54届奥斯卡颁奖典礼上获得了欧文·G·托尔伯格纪念奖。
布洛克里和萨尔兹曼购买当时已有或是佛莱明将来创造小说的电影版权时，其中没有包括《皇家赌场》，该小说的版权已经卖给了另一位制片人格雷戈里·拉图弗（Gregory Ratoff）。拉图弗去世后，版权又传到查尔斯·K·菲尔德曼（Charles K. Feldman）手中。菲尔德曼于1967年制作了一部同名电影，是对邦德系列电影的一次讽刺和恶搞。凯文·麦克格罗瑞（Kevin McClory）、佛莱明和杰克·维丁汉姆（Jack Whittingham）一起根据原著小说创作了《鐵金剛勇戰魔鬼黨》的电影剧本，经过一场法律诉讼后，这一小说的电影版权也属麦克格罗瑞所有。虽然这部电影是由Eon制作公司和麦克格罗瑞共同制作，但后者还是保有相应权力，并将故事改编到了1983年的一部外传中，不过该片不属于邦德系列电影的正式成员。米高梅公司拥有制作邦德系列电影的发行权，这部外传也不例外。

## 制片公司出品系列电影

### 剧情

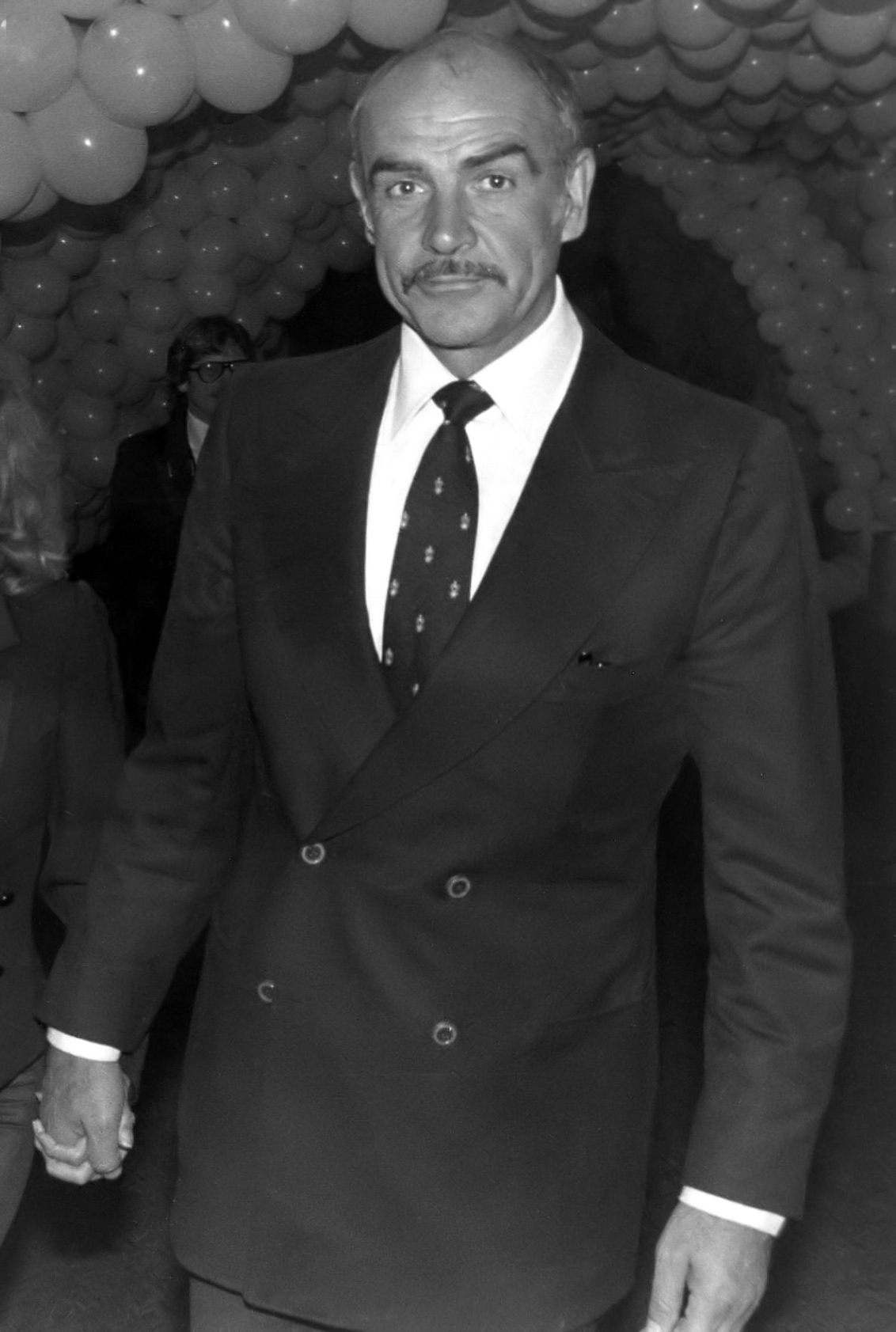
肖恩·康纳利曾主演过六部詹姆斯·邦德系列电影和一部别传

#### 《鐵金剛勇破神秘島》（1962年）
秘密情报局牙买加分局局长约翰·斯坦威（John Strangways）被杀。情报局派第007号特工詹姆斯·邦德前往调查。邦德遇到了一位名叫夸瑞尔（Quarrel）的开曼渔夫，此人曾为斯坦威工作，在附近岛屿收集矿物样本。其中一个岛属于一位深居简出的“诺博士”。
邦德和夸瑞尔来到这个岛上，认识了一位名叫汉妮·莱特的女性（Honey Ryder）。三人忽然受到诺博士所派手下的袭击，夸瑞尔被杀，邦德和莱特被抓并关了起来。诺博士告诉两人，自己是魔鬼党的成员，这是一个专门从事反情报、恐怖主义、复仇和勒索的恐怖组织，他还计划使用自己的原子能无线电波束破坏卡纳维拉尔角空军基地的太空发射。邦德和莱特最后成功杀死了诺博士，炸毁了其巢穴并逃出了小岛。

#### 《鐵金剛勇破間諜網》（1963年）
魔鬼党的策划专家克朗斯滕（Kronsteen）制定了盗取一个苏联加密设备，并利用将其出售的机会来杀死邦德的计划，从而给死在邦德手上的诺博士报仇，前魔鬼党女成员罗莎·克里布（Rosa Klebb）负责执行这一计划。她招募了唐纳德·格兰特（Donald "Red" Grant）作为杀手，还找来不知情的苏联驻伊斯坦堡领事馆密码文员塔蒂亚娜·罗曼诺娃（Tatiana Romanova）作为诱饵。
邦德来到土耳其，见到秘密情报局驻当地官员阿里·克里姆·贝（Ali Kerim Bey）。两人得知了加密设备的下落，但格兰特也尾随而至并杀死了阿里和一名苏联军官。格兰特假称是另一位英国特工与邦德见面，晚饭后他用药迷倒了罗曼诺娃并制服了邦德。邦德诱使格兰特打开自己的公文包，里面的催泪弹给了邦德反击杀死对方的机会。然后他与罗曼诺娃一起带着加密设备跑到威尼斯。罗莎·克里布伪装成酒店女佣试图偷走加密设备并杀死邦德，但最终反被罗曼诺娃枪杀。

#### 《鐵金剛大戰金手指》（1964年）
邦德受命监视黄金交易商金手指，他看到金手指在玩牌时出老千，于是通过令其手下分心而加以制止，结果这位手下很快被金手指的韩裔仆人所杀。然后邦德受到指示对金手指的黄金走私进行调查。他跟踪对方来到日内瓦，但在对金手指进行监视时被其手下所擒并迷晕，然后被带到金手指位于肯塔基州的牧场囚禁起来。邦德很快设法逃了出来，并见证了金手指与美国黑手党成员的会面，原来金手指是在找黑手党购买用来抢劫诺克斯堡所需要的东西。
邦德得知了其全盘计划后再次被擒，但他随后勾引了金手指的私人飞行员普希·嘉萝尔（Pussy Galore），并说服她通知美国政府。金手指领导其私人武装隊攻进诺克斯堡的大金库，邦德成功杀死了金手指的韩裔仆人，美国军队也赶到与金手指的手下开战。邦德的飞机被金手指劫持，但邦德成功在搏斗过程中开枪打破了飞机窗户，形成的爆炸性减压杀死了金手指。

#### 《鐵金剛勇戰魔鬼黨》（1965年）
魔鬼党利用通过卧底获得的信息成功从政府手中抢到了两颗原子弹，并要求政府支付大笔赎金，邦德于是再次出动。他跟随一条线索来到巴哈马，与美国中央情报局特工菲利克斯·雷特（Felix Leiter）见面。两人怀疑一位有钱的花花公子，于是对其展开调查。他们成功找到了原本用来运输核弹的飞机，但核装置却不在其中，不过邦德得到了一位魔鬼党女内应的帮助。于是两位特工计划展开跟踪和监控，并在核弹被转移时进行伏击。

#### 《鐵金剛勇破火箭嶺》（1967年）
美国双子座计划宇宙飞船被另一艘神秘的太空船劫持，之后该太空船在日本境内降落，于是邦德被派往当地进行调查。到达后，日本机密情况部门主管田中泰格的副手亚纪与他取得了联系。邦德认定这一劫持事件的幕后首脑是魔鬼党，并且根据线索追查到其位于一个岛上的总部。
田中的忍者大军对岛展开进攻，邦德成功引开守卫的注意力并打开藏在一个火山口的大门让忍者大军得以进入。大战中魔鬼党的首领见大势已去，便启动了基地的自毁系统打算与邦德及众人同归于尽。田中、邦德及幸存的忍者在基地爆炸前成功逃生，再由外面等候的潜艇所救。

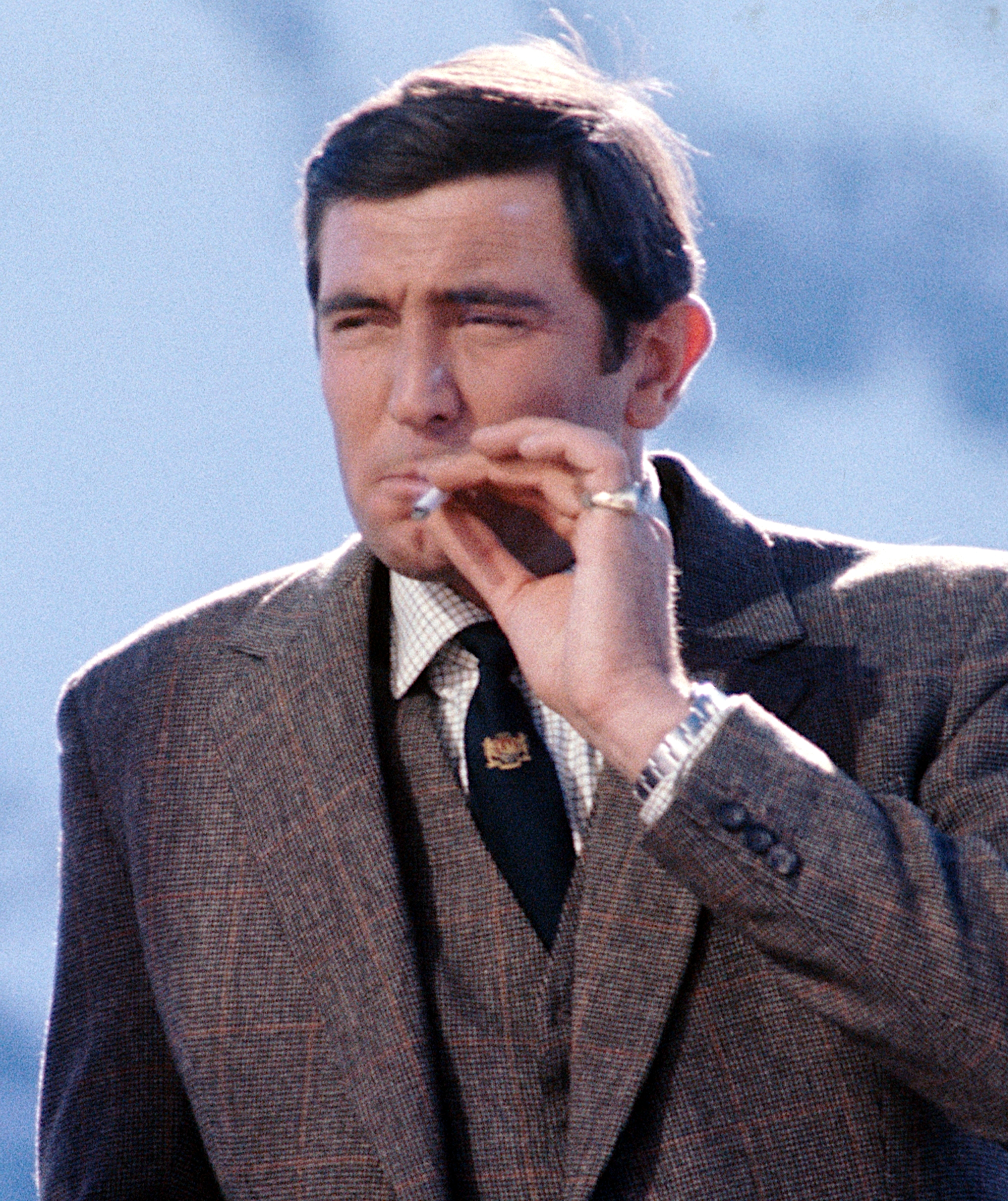
佐治·拉辛比主演《鐵金剛勇破雪山堡》

#### 《鐵金剛勇破雪山堡》（1969年）
邦德在一个海滩边救了试图自杀的崔西·文森佐（Tracy di Vicenzo），之后又在一个赌场中遇到了她。然后邦德获得了有关魔鬼党头目恩斯特·布罗菲尔德（Ernst Stavro Blofeld）行踪的线索并开始调查，发现此人已经在瑞士阿尔卑斯山脉建立了一个临床抗菌素过敏研究机构。邦德来到这家机构进行调查，发现布罗菲尔德原来是在对他的病人进行洗脑，来试图从世界各地展开细菌战。
布罗菲尔德很快也发现邦德就是英国间谍007，邦德马上逃出了诊所。他联系了援兵对诊所展开进攻，行动成功了，但布罗菲尔德逃脱了。邦德与崔西结了婚，但她很快就被布罗菲尔德的搭档谋杀。

#### 《鐵金剛勇破鑽石黨》（1971年）
邦德获命对一个从非洲开始，辗转荷兰、英国并最终到达美国的大型钻石走私网络进行调查。他伪装成职业走私贩子兼杀手彼得·弗兰克斯（Peter Franks）来到阿姆斯特丹见到了联络人蒂芬妮·凯斯（Tiffany Case），再带着钻石到达美国见到了菲利克斯·莱特。然后邦德根据获得的线索追查到了一位深居简出的亿万富翁韦拉德·怀特（Willard Whyte）的头上。
怀特手下的保安主管伯特取走了钻石，邦德跟踪他来到了怀特的一个科研实验室，发现那里正在建造一个人造卫星，负责的是激光折射专家梅兹博士。邦德去找怀特进行对质，却意外被布罗菲尔德所擒，原来怀特已经被他囚禁，布罗菲尔德所制作的这个卫星可以引爆核导弹，他还准备把卫星卖给任何一个出价最高的人。邦德设法成功逃脱并救出了被俘的怀特，得知布罗菲尔德将一个海上石油钻井平台作为行动基地后，邦德攻击了这个基地，成功阻止了布罗菲尔德的阴谋。

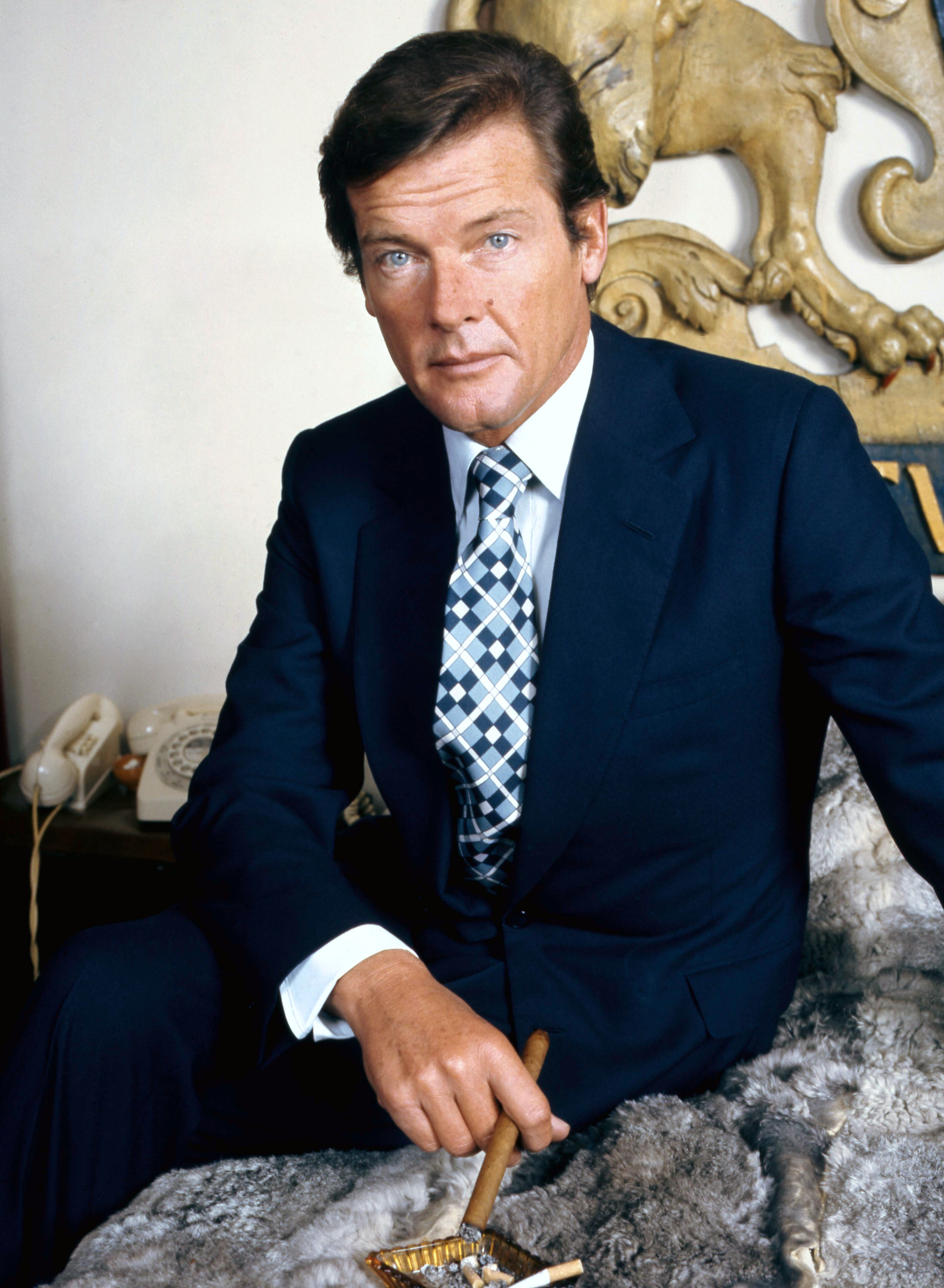
罗杰·摩尔主演过七部詹姆斯·邦德系列电影

#### 《鐵金剛勇破黑魔黨》（1973年）
24小时内，连续有三位英国秘密情报局特工被谋杀，于是詹姆斯·邦德再度出动。他发现三名遇害者都分别在对卡南加博士进行调查，此人是加勒比海域一个名叫圣莫尼卡小岛上的独裁统治者。邦德还发现卡南加其实就是无情又狡猾的强盜：大先生。
到达圣莫尼卡后，邦德发现卡南加正在制作两吨重的海洛因，并且通过在当地利用一些神秘的邪教手段引起恐慌，来保护其罂粟种植场。他还计划通过在自己的餐馆免费发放海洛因来令更多的人上瘾。邦德被卡南加的手下所擒，但之后成功逃脱，杀死了卡南加并毁掉了罂粟作物。

#### 《鐵金剛大戰金槍客》（1974年）
一位名叫吉布森的英国科学家发明了一种高效能的太阳能转化器，这一转化器可以成功解决能源危机。邦德正在执行寻找吉布森的任务，但他的上司M收到了一颗表面刻有邦德特工代码“007”的黄金子弹，于是命令邦德退出任务。寄出这颗子弹的是一位名叫斯卡拉曼加的杀手，邦德于是非正式地出动试图找到他。根据找到的线索，邦德来到澳门，并见到斯卡拉曼加的情妇从一家赌场收回黄金子弹。邦德又跟踪她到达香港，发现吉布森被谋杀，那台太阳能转化器也被盗。他随后收到了找到转化器和斯卡拉曼加的命令。
邦德见到了一位名叫海发的泰国企业家，怀疑此人安排谋杀了吉布森。一开始邦德被海发的手下所擒，但很快逃脱。他追踪斯卡拉曼加到达红色中国水域的一个岛上，两人展开决斗，邦德成功杀死了对方。

#### 《鐵金剛勇破海底城》（1977年）
英国皇家海军和苏联海军的弹道导弹潜艇神秘失踪，邦德受命展开调查。他与克格勃的安雅·阿玛索瓦（Anya Amasova）少校合作，两人根据线索追查到埃及，并确定这一切的幕后主使是船运大亨、科学家兼无政府主义者卡尔·斯通伯格（Karl Stromberg）。
邦德与阿玛索瓦跟踪斯通伯格的一艘可疑油船确定了斯通伯格策划并实施了劫持潜艇的事实。此人计划利用劫持的潜艇毁灭莫斯科和纽约引爆核战争，然后再建立起一个新的文明。邦德成功救出了被俘虏的潜艇官兵，并追踪斯通伯格到达其总部，最后成功地杀死了对方并毁掉了这个总部。

#### 《鐵金剛勇破太空城》（1979年）
一架德拉克斯工业的航天飞机被劫持，邦德受命再次出动。与该公司老板雨果·德拉克斯（Hugo Drax）及其手下的一位科学家霍莉·古德赫德博士（Dr. Holly Goodhead）见面后，他根据线索前往威尼斯，并在那里发现德拉克斯正在生产一种对人体致命，但对动物无害的神经毒气。邦德又一次遇到了古德赫德，原来她是一位中央情报局特工。
邦德到达亚马逊地区寻找德拉克斯的研究设施，但被武装份子擒获。得知德拉克斯将发射六架航天飞机前往一个隐藏的太空站后，邦德与古德赫德假装成其中一架航天飞机的飞行员混入其中。原来德拉克斯计划把50个装有神经毒气的球体从太空站发射进入大气层，毁灭地球的所有的人类。邦德与古德赫德成功关闭了用于隐藏太空站的雷达干扰器，美国派出一队海军陆战队员乘坐一架军用航天飞机朝太空站进发。在最后的大战中，邦德成功杀死了德拉克斯，并毁掉了所有已经发射的神经毒气球。

#### 《鐵金剛勇破海龍幫》（1981年）
英国的一艘间谍船只沉没后，海洋考古学家蒂莫西·哈夫洛克爵士（Sir Timothy Havelock）被派往出事地点找回船上的自动瞄准进攻通讯系统以免落入苏联手中，但他很快就一位古巴杀手冈扎勒斯（Gonzales）所杀。邦德受命查出冈扎勒斯为谁工作，可在调查过程中也被对方所擒，不过很快又被哈夫洛克爵士的女儿美琳娜（Melina）所救，她杀死了冈扎勒斯为父报仇并与邦德逃离。邦德辨认出与冈扎勒斯一起出现的另一人的身份，并根据这条线索来到意大利，在这里见到了一位人脉广博的希腊商人兼情报线人阿瑞斯·克里斯塔托斯（Aris Kristatos）。后者告诉邦德，他在调查的人是米洛斯·哥伦布（Milos Columbo）的手下。
邦德在意大利的联络人被谋杀，线索指向哥伦布，邦德也被其手下所擒。但哥伦布却告知邦德的联络人其实是克里斯塔托斯的手下，而克里斯塔托斯则是克格勃派来寻找自动瞄准进攻通讯系统的人。邦德和美琳娜找到了自动瞄准进攻通讯系统，但随即被克里斯塔托斯抓到。两人成功逃脱并跟踪对方到达希腊，邦德成功杀死了克里斯塔托斯并毁掉了仪器。

#### 《鐵金剛勇破爆炸黨》（1983年）
英国秘密局特工009在东柏林被谋杀，尸体打扮成一个马戏团的小丑，身上还带有一个假的法贝热彩蛋。邦德在一个拍卖会上看到了一枚一模一样的蛋，其买主是一位流亡的阿富汗王子卡玛尔·卡汉（Kamal Khan）。卡汉正与叛变苏联将军奥洛夫（Orlov）合作，此人正试图将苏联的边界扩展到欧洲境内而广大的地区。邦德认识了八爪女（Octopussy），一个章鱼崇拜组织的女领袖，非常富裕。邦德发现奥洛夫将苏联的许多无价之宝提供给卡汉，再以仿制品充数，而可汉则通过八爪女的马戏团将这些珍宝走私到西方国家。
邦德潜入马戏团，发现奥洛夫用一颗核弹头替换掉那些苏联财宝。准备将其在西德的一个美国空军基地中引爆，这样，由于核弹头是美国的，因此会被认为是一起事故，从而导致柏林的边界向苏联敞开，并且西方国家也会开始裁减军备，更有利用苏联的大举入侵。邦德关闭了核弹头并返回印度，对卡汉的宫殿展开进攻。

#### 《鐵金剛勇戰大狂魔》（1985年）
百万富翁实业家麦克斯·佐林（Max Zorin）试图霸占全世界的微型芯片市场，邦德对其展开调查。他发现佐林曾受到克格勃的训练和资助，但如今已经叛变。佐林向一群投资商透露自己的计划是彻底击败硅谷，从而在微型芯片制造领域获得绝对垄断地位。
邦德发现佐林真正的计划是引爆深埋地下接近海伍德断层（Hayward Fault）和圣安德烈亚斯断层的炸药，这将引发大范围的洪水。并且还埋有一个更大的炸弹，这将导致两个断层同时移动，引发更加严重的地质灾害。邦德成功毁掉了炸弹，并在随后杀死了佐林。

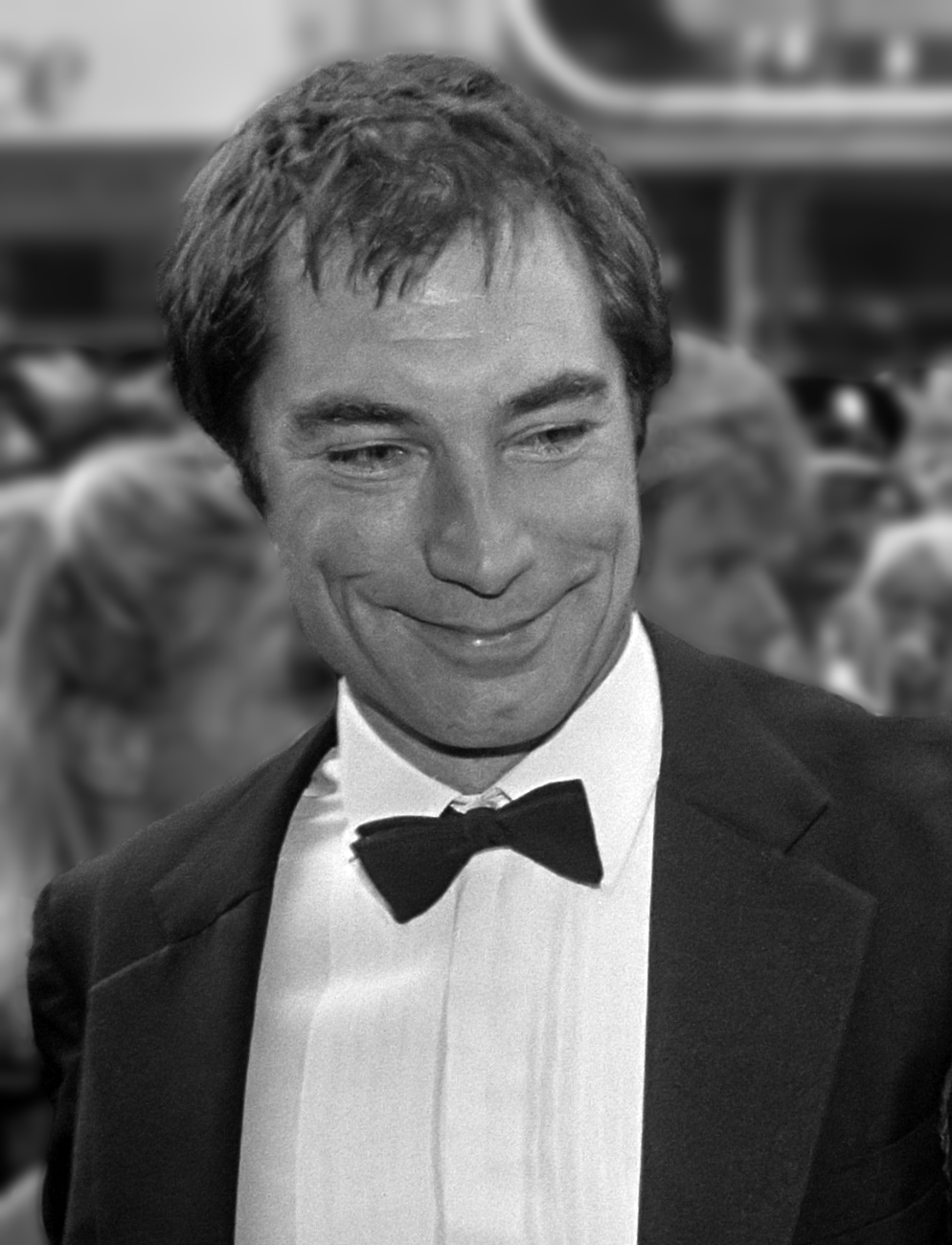
蒂莫西·道尔顿在两部詹姆斯·邦德系列电影中扮演男主角

#### 《鐵金剛大戰特務飛龍》（1987年）
克格勃的格奥尔基·科斯可夫将军（General Georgi Koskov）决意叛逃，一个克格勃的女狙击手凯拉·米洛芙（Kara Milovy））受命来除掉他，但邦德打伤了她，救了科斯可夫。他随后从科斯可夫口中了解到，克格勃的一个旨在处决特工的老政策已经被新的负责人普希金将军（General Leonid Pushkin））重新启动，科斯可夫随后从避难屋中被绑架，邦德受命杀死普希金。
邦德找到了米洛芙，原来她竟是科斯可夫的女友，所谓的叛逃只是一场骗局。随后邦德还发现科斯可夫是军火交易商布拉德·怀特克（Brad Whitaker）的朋友。邦德见到了普希金，告知了相关情况并得到对方同意后，邦德伪造了普希金的死亡并展开调查，发现科斯可夫和怀特克阴谋侵吞克格勃的经费用来购买钻石，然后再用钻石来购买毒品。邦德展开行动，毁掉了科斯可夫购买的毒品并杀死了怀特克，而科斯可夫也随后被普希金拘捕。

#### 《鐵金剛勇戰殺人狂魔》（1989年）
邦德帮助朋友费利克斯·莱特（Felix Leiter）抓捕大毒枭弗朗兹·桑切兹（Franz Sanchez），但后者成功逃脱，还杀了莱特的妻子，致使莱特残废。邦德发誓要报仇，但接到的命令返回工作岗位。邦德拒绝服从，于是废除了他的杀人执照，导致邦德名义上成了一名叛徒，不过这些都是表面文章，他私下了获得了的帮助。
邦德来到桑切兹的老巢并混入其雇员中，然后成功引起了桑切兹对自己部分手下的怀疑。当邦德成功进入桑切兹的大本营和毒品精炼厂时，他被一名手下认出而俘虏。但之后邦德成功逃出，炸毁了毒品精炼厂，成功追上桑切兹并杀死了他。

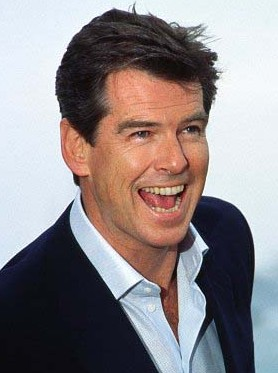
皮尔斯·布鲁斯南共主演了4部詹姆斯·邦德系列电影

#### 《新鐵金剛之金眼睛》（1995年）
1986年，邦德与006号特工亚历克·崔維連（Alec Trevelyan）潜入一家非法的苏联化学武器设施并安放了引爆装置。崔維連被枪打中，邦德成功脱身，设施也随后被炸毁。9年后，邦德发现一个犯罪团伙盗取了一架可以承受电磁脉冲的虎式直升机原型机，该团伙利用这架直升机盗取黄金眼双卫星武器系统的控制光盘，再用黄金眼发出的电磁脉冲摧毁了一幢大楼，现场只有程序员娜塔娅·西蒙诺瓦（Natalya Simonova）一人幸存。
邦德对这一事件展开调查并来到俄罗斯，在这里找到了西蒙诺瓦，然后得知原来崔維連并没有死，他精心策划伪造了自己的死亡，并且正是这个犯罪团伙的首脑。西蒙诺瓦利用自己的计算机技巧找到线索，两人一起前往古巴并找到了崔維連，原来他计划先偷走英格兰银行的钱，再利用黄金眼抹去其财务记录，从而隐瞒这起竊盜案，摧毁英国的经济。邦德与西蒙诺瓦摧毁了卫星设施，并在这一过程中杀死了崔維連及其同伙。

#### 《新鐵金剛之明日帝國》（1997年）
一艘英国军舰在中国南海沉没，邦德对其进行调查。军舰沉没时还有一架中国空军战斗机被击落，因此中国特工林慧也受政府之命进行追查。两人都查到了媒体大亨艾略特·卡弗（Elliot Carver）的传媒集团，两人相遇后同意合作。
邦德和林慧发现卡弗之前从黑市上购买了了一个全球定位系统编码器。他利用这个编码器扰乱了英国军舰的全球定位系统，导致其侵入中国领海而不自知。然后再由自己的隐形潜艇击沉军舰，还用导弹打下中国的战斗机，再利用自己的媒体网络从中煽风点火，试图挑起两国的战争。邦德和林慧成功打入了卡弗的军舰，杀死了卡弗和他的爪牙，避免了两个大国之间的军事冲突。

#### 《新鐵金剛之黑日危機》（1999年）
邦德帮助上司的朋友，英国石油大亨罗伯特·金爵士（Sir Robert King）找回了一笔钱，但没想到钱中藏有诱杀装置而导致金被杀。邦德通过钱的线索找到了一位曾经是克格勃特工但如今已变成恐怖分子的雷纳德（Renard）），此人之前还曾绑架过金的女儿艾莉卡（Elektra）。秘密情报局相信雷纳德会再次试图绑架艾莉卡，而且派邦德对其加以保护，两人也随后遭到袭击。
邦德发现艾莉卡身边的安全主管大卫多夫（Davidov）是雷诺德的盟友，于是杀死了对方并根据找到的线索到达哈萨克斯坦境内的一个俄罗斯洲际弹道飞弹基地。邦德假扮成一名俄国核科学家，见到了美国核物理学家克丽斯玛斯·琼斯（Christmas Jones）。两人发现雷纳德从一个核弹中取出了一半的武器级钚和全球定位系统定位器再将之引爆。艾莉卡相信邦德已经被杀于是绑架了，原来之前被雷诺德绑架的过程中她已经有了严重的斯特哥尔摩综合症。但邦德并没有死，他还发现艾莉卡计划在伊斯坦堡的一个潜艇中引爆一颗核弹，来让自己的原油运输管道变得更加有利可图。邦德设法救出，杀死了艾莉卡并解除了潜艇上的核弹，最后杀死了雷诺兹。

#### 《新鐵金剛之不日殺機》（2002年）
邦德潜入北韓，对该国一名近期风头日盛的年轻上校展开调查，此人通过非法走私非洲血钻来获取资金购买大量的武器。经过一场混战，上校连车一起掉下瀑布，但邦德也被对方的父亲，朝鲜人民军的一位老将军逮捕，并在接下来的14个月时间里受到严刑拷打。之后西方政府安排囚犯交换换回了邦德。秘密情报局安排邦德先休假一段时间，但他并不打算如此，而是来到香港，决定寻找线索把为交换自己而释放的赵再抓回来。他根据线索在一个基因临床诊所找到了赵，这里可以通过基因重组改变病人的外形。这一次赵虽然成功逃离，但邦德已经找到了新的线索与英国亿万富翁古斯塔夫·格雷夫斯（Gustav Graves）联系起来。
格雷夫斯控制了一颗卫星，可以将太阳能集中到一块很小的区域来形成极高的温度。邦德还发现原来此人就是之前掉下悬崖的上校，他不但没有死，而且通过基因工程改头换面成了一个英国人。而且他计划利用这一颗卫星将阳光集中到朝韩非军事区，这样不但可以彻底破坏边境上的一切防御设施，令朝鲜人民军再次入侵南韓，而且可以直接对驻韩美军甚至世界上任何一个角落给予致命的打击。邦德成功地解除了卫星的威胁，制止了朝鲜的军事入侵并杀死了格雷夫斯。

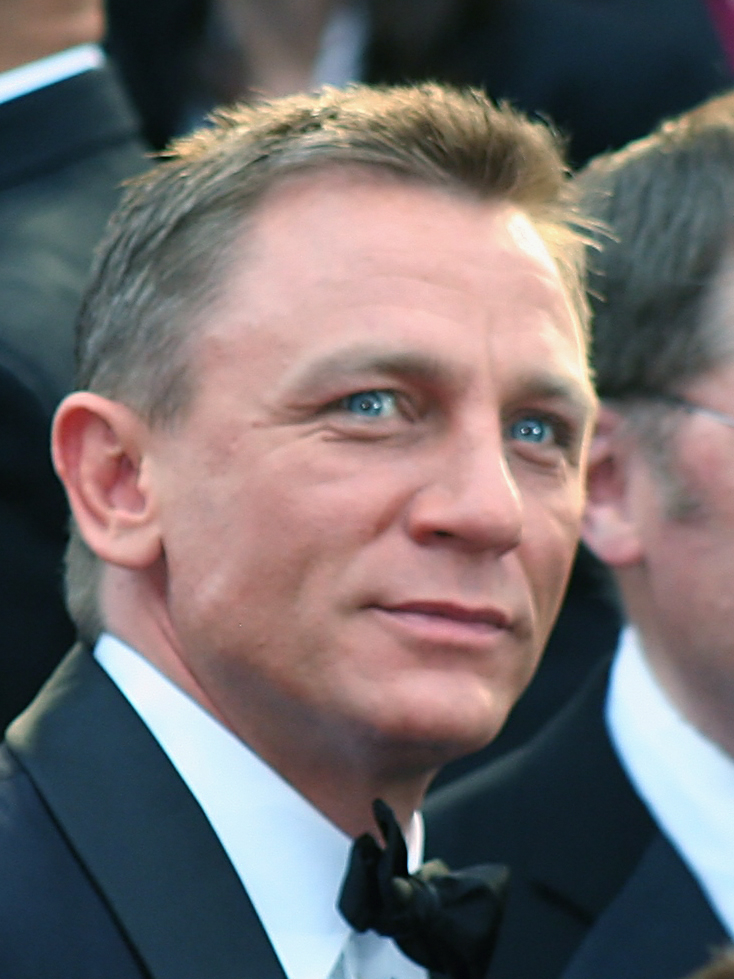
最新一任扮演者丹尼尔·克雷格共主演了5部詹姆斯·邦德系列电影

#### 《007首部曲：皇家夜總會》（2006年）
本片从情节上属于这一系列电影的前传，以邦德通过考验赢得00级别特工头衔开始。他受命调查恐怖组织的资金来源，找到并杀死了一个制作炸弹的人后取走了他的移动电话。通过电话中的线索邦德找到了亚历克斯·迪米崔奥斯（Alex Dimitrios），然后再找到投资商拉·齊方（Le Chiffre）。此人的生财之道是操作戰爭資金，進行恐怖袭击让一些成功企业股价大跌然后卖空获利。邦德阻止了其炸毁一架飞机的阴谋令其蒙受了巨大的损失，拉·齊方由于欠下巨债而不得不孤注一掷，在皇家赌场举行一场高额赌局。邦德决定参加赌局，击败拉·齊方令其一蹶不振，英国财政部也派出一位叫琳德的女子进行协助。
邦德在牌桌上赢了拉·齊方，但赌局结束后琳德就被后者绑架，邦德也被抓住并被进行拷問，要求其交出所贏得的賭金。但拉·齊方由於先前的接連失敗，尚未逼問出賭金專屬銀行之帳號密碼，便遭其所屬組織槍殺清理門戶，邦德及琳德則意外生還獲救。
在兩人決意請辭，駕駛帆船恣意旅遊的途中，邦德被通知於赌局上所赢之賭金最終並無如期歸還英國财政部，邦德當下意识到琳德的不對勁，对其进行跟踪。最終發現當日兩人能生還獲救，是由於琳德答應與拉·齊方所屬幕後組織進行金錢交涉換取邦德活命，琳德最終亦自絕葬身水中，最後鏡頭為邦德循線找到拉·齊方所屬幕後組織打算進行報復。

#### 《007：大破量子危机》（2008年）
和邦德一起对之前抓获的怀特（Mr. White）进行审问，试图了解其服务的组织“量子”。但在现场的保镖米歇尔（Mitchell）竟是个双重间谍，他向开枪后逃跑，邦德随后进行追杀，而怀特成功趁乱逃跑。邦德杀死了米歇尔，根据线索来到海地，并联系到了环保主义者多明尼克·格林（Dominic Greene）的头上。
邦德发现了格林和一位流亡玻利维亚将军莫德拉诺（Medrano）的阴谋，先扶持起后者在该国的独裁统治，然后“量子”将获得在其境内垄断水供应的特权。邦德查明“量子”在破坏玻利维亚的水资源供应来提高价格，他攻击了格林和莫德拉诺所住的酒店，最后把格林留在一大片沙漠之中，手上只有一小瓶的机油而无水可喝。

#### 《007：大破天幕杀机》（2012年）
在伊斯坦布尔执行一次任务的过程中，邦德被子弹打中胸口，从火车顶上跌落到上百英尺下的湖中失踪，并被推断已经死亡。这一事件导致一些政府官员开始质疑的领导能力，使她陷入没完没了的听证会和质询中。连秘密情报局总部也遭到了恐怖袭击。邦德返回伦敦并对事态进行收拾，他找到了这一切的幕后主谋，秘密情报局的前任顶级特工拉乌尔·席尔瓦（Raoul Silva）。席尔瓦制订了一套详细且周密的计划找报仇，邦德于是带她到自己祖传下来的老家天幕庄园并设置陷阱和防御设施。席尔瓦带领大队人马发动了大规模进攻，最后都死在邦德等人手中，但也已经受了致命重伤。

#### 《007：惡魔四伏》（2015年）
秘密情报局在《007：大破天幕杀机》中受到席尔瓦的攻击，之后发生的一系列事件令詹姆斯·邦德开始与人称魔鬼党的邪恶组织直接对抗。去世后，加雷思·马洛里（Gareth Mallory）继任，他继续与对秘密情报局的未来构成威胁的政治压力作斗争。为了追查线索，邦德辗转墨西哥、奥地利和摩洛哥，他被卷入过去敌人的对抗，而且这个敌人还知晓一个非常危险的秘密，这个秘密将迫使邦德对自己曾经拼死保护的价值产生质疑。

#### 《007：生死交戰》（2021年）
龐德在牙買加過著退休生活時，雷特找上他請求協助，希望龐德拯救一名被綁架的科學家，但過程中，龐德面臨他從未見過的龐大威脅。

### 票房
在《007：大破天幕杀机》发行以前，Eon制作的邦德电影就已经收入了近50亿美元，是所有系列电影中票房第三高的，仅次于哈利·波特系列电影和漫威电影宇宙系列电影。如果按2005年的通货膨胀计算，至《新鐵金剛之量子殺機》為止，邦德电影的收入就已超过100亿美元:428-429。
| 片名                      | 年份                 | 男主角               | 导演                 | 票房                               | 预算                               | 男主角片酬                         | 票房                                           | 预算                                           | 男主角片酬                                     |
| 片名                      | 年份                 | 男主角               | 导演                 | 实际收入（单位：百万美元）:428-429 | 实际收入（单位：百万美元）:428-429 | 实际收入（单位：百万美元）:428-429 | 按2005年通货膨胀计算（单位：百万美元）:428-429 | 按2005年通货膨胀计算（单位：百万美元）:428-429 | 按2005年通货膨胀计算（单位：百万美元）:428-429 |
| ------------------------- | -------------------- | -------------------- | -------------------- | ---------------------------------- | ---------------------------------- | ---------------------------------- | ---------------------------------------------- | ---------------------------------------------- | ---------------------------------------------- |
| 《鐵金剛勇破神秘島》      | 1962                 | 肖恩·康纳利          | 特伦斯·扬            | 59.5                               | 1.1                                | 0.1                                | 448.8                                          | 7.0                                            | 0.6                                            |
| 《鐵金剛勇破間諜網》      | 1963                 | 肖恩·康纳利          | 特伦斯·扬            | 78.9                               | 2.0                                | 0.3                                | 543.8                                          | 12.6                                           | 1.6                                            |
| 《鐵金剛大戰金手指》      | 1964                 | 肖恩·康纳利          | 盖·汉弥尔顿          | 124.9                              | 3.0                                | 0.5                                | 820.4                                          | 18.6                                           | 3.2                                            |
| 《鐵金剛勇戰魔鬼黨》      | 1965                 | 肖恩·康纳利          | 特伦斯·扬            | 141.2                              | 6.8                                | 0.8                                | 848.1                                          | 41.9                                           | 4.7                                            |
| 《鐵金剛勇破火箭嶺》      | 1967                 | 肖恩·康纳利          | 刘易斯·吉尔伯特      | 101.0                              | 10.3                               | 0.8（加25%的纯版税）               | 514.2                                          | 59.9                                           | 4.4（不包括参与利润分配）                      |
| 《鐵金剛勇破雪山堡》      | 1969                 | 佐治·拉辛比          | 彼特·R·亨特          | 64.6                               | 7.0                                | 0.1                                | 291.5                                          | 37.3                                           | 0.6                                            |
| 《鐵金剛勇破鑽石黨》      | 1971                 | 肖恩·康纳利          | 盖·汉弥尔顿          | 116.0                              | 7.2                                | 1.2（加票房的12.5%）               | 442.5                                          | 34.7                                           | 5.8（不包括参与利润分配）                      |
| 《鐵金剛勇破黑魔黨》      | 1973                 | 罗杰·摩尔            | 盖·汉弥尔顿          | 126.4                              | 7.0                                | 0.18:266                           | 460.3                                          | 30.8                                           | 0.8                                            |
| 《鐵金剛大戰金槍客》      | 1974                 | 罗杰·摩尔            | 盖·汉弥尔顿          | 98.5                               | 7.0                                | 未知                               | 334.0                                          | 27.7                                           | 不適用                                         |
| 《鐵金剛勇破海底城》      | 1977                 | 罗杰·摩尔            | 刘易斯·吉尔伯特      | 185.4                              | 14.0                               | 未知                               | 533.0                                          | 45.1                                           | 不適用                                         |
| 《鐵金剛勇破太空城》      | 1979                 | 罗杰·摩尔            | 刘易斯·吉尔伯特      | 210.3                              | 34.0                               | 未知                               | 535.0                                          | 91.5                                           | 不適用                                         |
| 《鐵金剛勇破海龍幫》      | 1981                 | 罗杰·摩尔            | 约翰·格兰            | 194.9                              | 28.0                               | 未知                               | 449.4                                          | 60.2                                           | 不適用                                         |
| 《鐵金剛勇破爆炸黨》      | 1983                 | 罗杰·摩尔            | 约翰·格兰            | 183.7                              | 27.5                               | 4.0                                | 373.8                                          | 53.9                                           | 7.8                                            |
| 《鐵金剛勇戰大狂魔》      | 1985                 | 罗杰·摩尔            | 约翰·格兰            | 152.4                              | 30.0                               | 5.0                                | 275.2                                          | 54.5                                           | 9.1                                            |
| 《鐵金剛大戰特務飛龍》    | 1987                 | 蒂莫西·道尔顿        | 约翰·格兰            | 191.2                              | 40.0                               | 3.0                                | 313.5                                          | 68.8                                           | 5.2                                            |
| 《鐵金剛勇戰殺人狂魔》    | 1989                 | 蒂莫西·道尔顿        | 约翰·格兰            | 156.2                              | 36.0                               | 5.0                                | 250.9                                          | 56.7                                           | 7.9                                            |
| 《新鐵金剛之金眼睛》      | 1995                 | 皮尔斯·布鲁斯南      | 马丁·坎贝尔          | 351.9                              | 60.0                               | 4.0                                | 518.5                                          | 76.9                                           | 5.1                                            |
| 《新鐵金剛之明日帝國》    | 1997                 | 皮尔斯·布鲁斯南      | 罗杰·斯波蒂伍德      | 338.9                              | 110.0                              | 8.2                                | 463.2                                          | 133.9                                          | 10.0                                           |
| 《新鐵金剛之黑日危機》    | 1999                 | 皮尔斯·布鲁斯南      | 迈克尔·艾普特        | 361.8                              | 135.0                              | 12.4                               | 439.5                                          | 158.3                                          | 13.5                                           |
| 《新鐵金剛之不日殺機》    | 2002                 | 皮尔斯·布鲁斯南      | 李·塔玛霍瑞          | 431.9                              | 142.0                              | 16.5                               | 465.4                                          | 154.2                                          | 17.9                                           |
| 《007首部曲：皇家夜總會》 | 2006                 | 丹尼尔·克雷格        | 马丁·坎贝尔          | 606.0                              | 150.0                              | 3.4                                | 587.2                                          | 145.3                                          | 3.3                                            |
| 《新鐵金剛之量子殺機》    | 2008                 | 丹尼尔·克雷格        | 马克·福斯特          | 589.6                              | 200.0                              | 8.9                                | 535.0                                          | 181.4                                          | 8.1                                            |
| 《007：大破天幕杀机》     | 2012                 | 丹尼尔·克雷格        | 萨姆·门德斯          | 1108.6                             | 150.0–200.0                        | 17.0                               | 943.5                                          | 158.1                                          | 14.5                                           |
| 《》                      | 2015                 | 丹尼尔·克雷格        | 萨姆·门德斯          | 880.7                              | 245.0–250.0                        | 39.0                               | 725.5                                          | 201.8–205.9                                    | 32.1                                           |
| 《007：生死交戰》         | 2021                 | 丹尼尔·克雷格        | 凯瑞·福永            | 771.2                              | 250.0–301.0                        | 25.0                               | 556.0                                          | 189.0–226.0                                    | 21.3                                           |
| 合 計                     | 合 計                | 合 計                | 合 計                | 7,626                              | 1,453–1,508                        | 不適用                             | 12,668                                         | 2,061–2,144                                    | 不適用                                         |
| 按2024年通货膨胀计算      | 按2024年通货膨胀计算 | 按2024年通货膨胀计算 | 按2024年通货膨胀计算 | 按2024年通货膨胀计算               | 按2024年通货膨胀计算               | 按2024年通货膨胀计算               | 20,395                                         | 3,318–3,452                                    | 不適用                                         |

- 不計算重映票房
- 如无特别说明，所有票房数据的单位均是100万美元；
- 如無特別標註，所有數據均取自《George Lucas's Blockbusting》一書[39]:428-429。其餘數據的通貨膨脹將根據消費者物價指數進行換算[57]。

### 专业评价和荣誉
自诞生以来，詹姆斯·邦德系列电影已经赢得过多个电影奖项的提名，其中许多电影都有获奖，包括英国电影学院奖、金球奖和奥斯卡金像奖。此外，制片人艾伯特·布洛克里赢得过一座欧文··托尔伯格纪念奖。
| 片名                      | 年代 | 男主角          | 烂蕃茄新鲜度     | Metacritic     | CinemaScore | 奖项 |
| ------------------------- | ---- | --------------- | ---------------- | -------------- | ----------- | --- |
| 《鐵金剛勇破神秘島》      | 1962 | 肖恩·康纳利     | 98%（47篇文章）  | 78（8篇文章）  | 不適用      | 获金球奖年度女新人奖 |
| 《鐵金剛勇破間諜網》      | 1963 | 肖恩·康纳利     | 96%（48篇文章）  | 83（18篇文章） | 不適用      | 获英国电影学院奖最佳彩色片摄影奖 提名金球奖最佳原创歌曲奖 |
| 《鐵金剛大戰金手指》      | 1964 | 肖恩·康纳利     | 96%（56篇文章）  | 87（12篇文章） | 不適用      | 获第37届奥斯卡最佳音效剪辑奖 提名英国电影学院奖最佳彩色片艺术指导奖 |
| 《鐵金剛勇戰魔鬼黨》      | 1965 | 肖恩·康纳利     | 85%（39篇评论）  | 64（9篇文章）  | 不適用      | 获第38届奥斯卡最佳视觉效果奖 提名英国电影学院奖最佳彩色片艺术指导奖 |
| 《鐵金剛勇破火箭嶺》      | 1967 | 肖恩·康纳利     | 71%（38篇文章）  | 61（14篇文章） | 不適用      | 提名英国电影学院奖最佳彩色片艺术指导奖 |
| 《鐵金剛勇破雪山堡》      | 1969 | 佐治·拉辛比     | 81%（43篇文章）  | 61（12篇文章） | 不適用      | 提名金球奖最佳年度男新人奖 |
| 《鐵金剛勇破鑽石黨》      | 1971 | 肖恩·康纳利     | 65%（40篇文章）  | 59（11篇文章） | 不適用      | 提名第44届奥斯卡最佳音效奖 |
| 《鐵金剛勇破黑魔黨》      | 1973 | 罗杰·摩尔       | 66%（41篇文章）  | 55（9篇文章）  | 不適用      | 提名第46届奥斯卡最佳原创歌曲奖 |
| 《鐵金剛大戰金槍客》      | 1974 | 罗杰·摩尔       | 46%（37篇文章）  | 43（11篇文章） | 不適用      | |
| 《鐵金剛勇破海底城》      | 1977 | 罗杰·摩尔       | 78%（41篇评论）  | 55（12篇文章） | 不適用      | 提名第50届奥斯卡最佳原创配乐、原创歌曲和艺术指导奖 提名英国电影学院奖最佳艺术指导奖和安东尼·阿斯奎斯奖 提名金球奖最佳原创歌曲奖和原创配乐奖 |
| 《鐵金剛勇破太空城》      | 1979 | 罗杰·摩尔       | 62%（39篇文章）  | 66（13篇文章） | 不適用      | 提名第52届奥斯卡最佳视觉效果奖 |
| 《鐵金剛勇破海龍幫》      | 1981 | 罗杰·摩尔       | 73%（40篇文章）  | 54（12篇文章） | 不適用      | 提名第54届奥斯卡最佳原创歌曲奖 提名金球奖最佳原创歌曲奖 |
| 《鐵金剛勇破爆炸黨》      | 1983 | 罗杰·摩尔       | 42%（36篇文章）  | 63（14篇文章） | 不適用      | |
| 《鐵金剛勇戰大狂魔》      | 1985 | 罗杰·摩尔       | 36%（45篇文章）  | 40（20篇文章） | 不適用      | 提名金球奖最佳原创歌曲奖 |
| 《鐵金剛大戰特務飛龍》    | 1987 | 蒂莫西·道尔顿   | 76%（37篇文章）  | 60（18篇文章） | A           | |
| 《鐵金剛勇戰殺人狂魔》    | 1989 | 蒂莫西·道尔顿   | 76%（49篇文章）  | 58（25篇文章） | B+          | |
| 《新鐵金剛之金眼睛》      | 1995 | 皮尔斯·布鲁斯南 | 82%（50篇文章）  | 65（18篇文章） | A-          | 提名英国电影学院奖最佳音效奖和视觉效果奖 |
| 《新鐵金剛之明日帝國》    | 1997 | 皮尔斯·布鲁斯南 | 57%（63篇文章）  | 56（21篇文章） | A-          | 提名金球奖最佳原创歌曲奖 |
| 《新鐵金剛之黑日危機》    | 1999 | 皮尔斯·布鲁斯南 | 51%（121篇文章） | 59（33篇文章） | B+          | |
| 《新鐵金剛之不日殺機》    | 2002 | 皮尔斯·布鲁斯南 | 57%（198篇文章） | 56（37篇文章） | A-          | 提名金球奖最佳原创歌曲奖 |
| 《007首部曲：皇家夜總會》 | 2006 | 丹尼尔·克雷格   | 95%（222篇文章） | 81（38篇文章） | A-          | 提名英国电影学院奖最佳影片、男主角、视觉效果、改编剧本、艺术指导、音效、剪辑、摄影、电影音乐 |
| 《新鐵金剛之量子殺機》    | 2008 | 丹尼尔·克雷格   | 65%（244篇文章） | 58（38篇文章） | B-          | 提名英国电影学院奖最佳音效、视觉效果奖 |
| 《007：大破天幕杀机》     | 2012 | 丹尼尔·克雷格   | 92%（296篇文章） | 81（43篇文章） | A           | 获第85届奥斯卡最佳音效剪辑、原创歌曲奖，另有摄影、音效、原创配乐三项提名 获第38届洛杉矶影评人协会奖最佳摄影奖 获第70届金球奖最佳原创歌曲奖 获第66届英国电影学院奖最佳英国电影、电影音乐奖，另有摄影、艺术指导、男配角、女配角、剪辑、音效奖提名 |
| 《007：惡魔四伏》         | 2015 | 丹尼尔·克雷格   | 64%（231篇文章） | 60（48篇文章） | A-          | 獲第88屆奧斯卡最佳原創歌曲 |
| 《007：生死交戰》         | 2021 | 丹尼尔·克雷格   | 83%（415篇文章） | 68（66篇文章） | A-          | 獲第94屆奧斯卡最佳原創歌曲，另有音效、視覺效果提名 獲金球奖最佳原创歌曲奖 |

## 其它作品

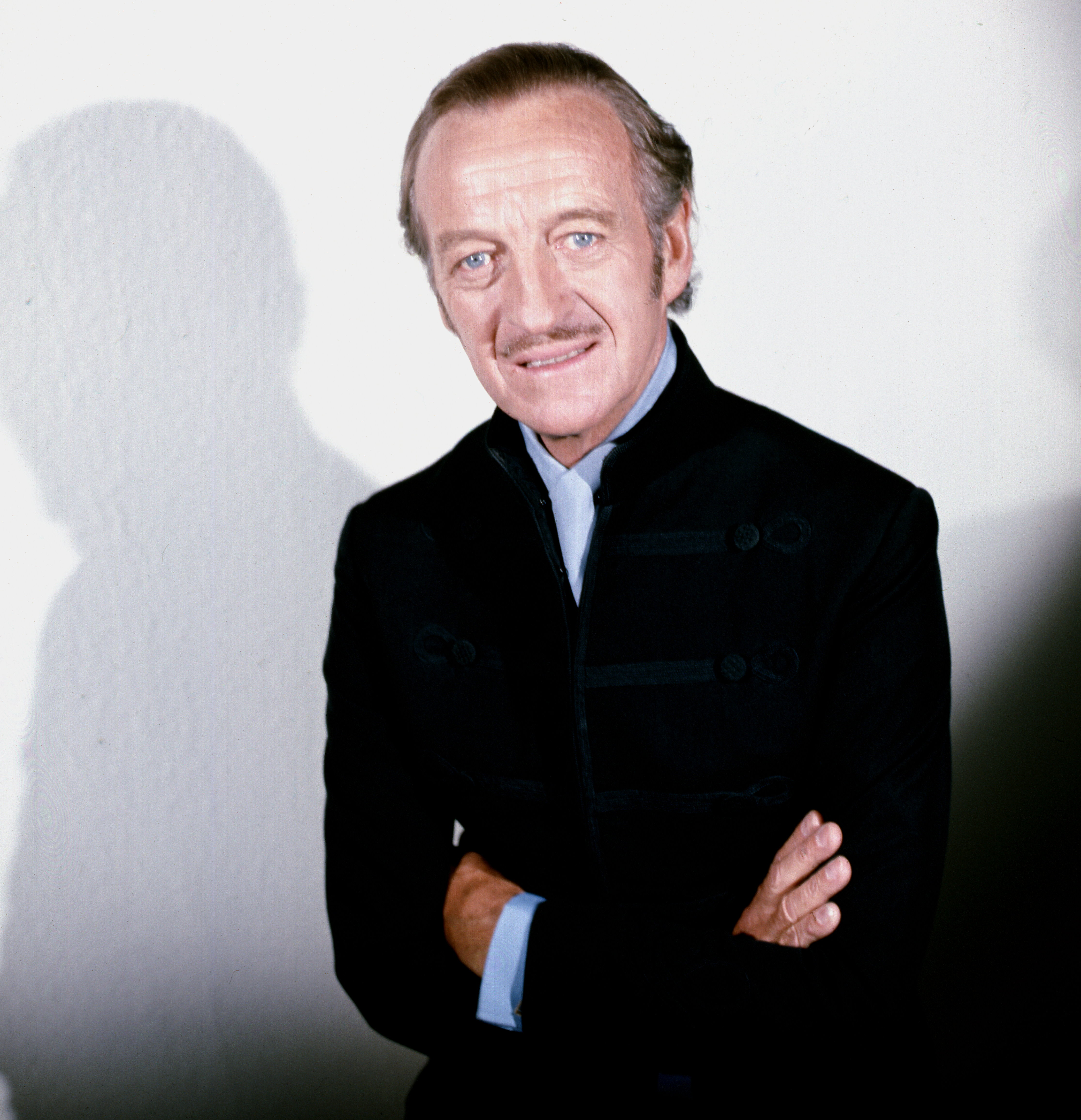
大卫·尼文主演了詹姆斯·邦德系列电影的一部恶搞喜剧作品

### 《鐵金剛橫掃皇家賭場》（1967年）
已经退休的邦德又被请回来对付一个神秘的犯罪组织，并且由于的去世而被提升为秘密情报局的主管。他招进了百家乐玩家艾弗琳·特伦伯（Evelyn Tremble）到牌桌上对付犯罪组织的代理人希弗里，后者由于挪用组织的资金而急需要钱来加以掩盖。特伦伯阻止了希弗里在牌桌上使诈并在牌局中胜过了对方。希弗里随后被抓，受到折磨后很快被杀。邦德发现一家赌场的地下是一个巨大的犯罪集团总部，他随之进行调查。原来这个集团的头部竟是邦德的侄子吉米，他计划通过生物战让所有的女人变漂亮，并杀死所有比自己高大的男人，从而让自己成为得到所有女人的“大男人”。邦德成功阻止了自己的侄子并炸掉了赌场。

### 《鐵金剛勇奪巡航導彈》（1983年）
一架装有两枚带激活核弹头巡航導彈的飞机被魔鬼党劫持，邦德对之进行调查。他见到了飞行员的妹妹多米诺·佩塔奇（Domino Petachi）和她的情人马克西米利·拉格（Maximillian Largo），后者是魔鬼党的人。邦德跟随两人到达法国，并告知多米诺他的哥哥已经遇难。随后邦德发现一位秘密情报局的同僚被另一位魔鬼党特工法蒂玛·布鲁什（Fatima Blush）所杀，邦德杀死了对方。然后他与莱特试图登上拉格的机动游艇寻找核弹头。邦德和多米诺被擒获后带到了拉格位于北非的行动总部，之后两人成功脱身，并在拉格安放其中一颗核弹头时成功杀死了他。

### 票房
| 片名                   | 年份 | 男主角      | 导演            | 票房                       | 预算                       | 男主角片酬                        | 票房                                   | 预算                                   | 男主角片酬                             |
| 片名                   | 年份 | 男主角      | 导演            | 实际收入（单位：百万美元） | 实际收入（单位：百万美元） | 实际收入（单位：百万美元）        | 按2005年通货膨胀计算（单位：百万美元） | 按2005年通货膨胀计算（单位：百万美元） | 按2005年通货膨胀计算（单位：百万美元） |
| ---------------------- | ---- | ----------- | --------------- | -------------------------- | -------------------------- | --------------------------------- | -------------------------------------- | -------------------------------------- | -------------------------------------- |
| 《鐵金剛橫掃皇家賭場》 | 1967 | 大卫·尼文   | 约翰·休斯顿等人 | 41.7                       | 8.0–11.0                   | 未知                              | 244.2                                  | 46.9–64.4                              | 不適用                                 |
| 《鐵金剛勇奪巡航導彈》 | 1983 | 肖恩·康纳利 | 厄文·克什纳     | 160.0                      | 36.0                       | 3.0:154–5.0（不包括參與利潤分配） | 313.7                                  | 70.6                                   | 5.9–9.8（不包括參與利潤分配）          |

- 不計算重映票房
- 如无特别说明，所有票房数据的单位均是100万美元；
- 如無特別標註，所有數據的通貨膨脹均是根據消費者物價指數進行換算[57]。

### 专业评价和荣誉
| 片名                   | 年代 | 男主角      | 烂蕃茄新鲜度    | Metacritic     | CinemaScore | 奖项                                                                  |
| ---------------------- | ---- | ----------- | --------------- | -------------- | ----------- | --------------------------------------------------------------------- |
| 《鐵金剛橫掃皇家賭場》 | 1962 | 大卫·尼文   | 26%（42篇文章） | 48（11篇文章） | 不適用      | 提名第40届奥斯卡最佳原创歌曲奖 提名英國電影學院獎最佳彩色片服裝設計獎 |
| 《鐵金剛勇奪巡航導彈》 | 1983 | 肖恩·康纳利 | 71%（55篇文章） | 68（15篇文章） | 不適用      | 提名金球獎最佳年度女配角獎                                            |

## 外部連結
- 官方網站（页面存档备份，存于）
- 非官方香港007網站 （页面存档备份，存于）